# Arvidstorp
Arvidstorp est un quartier de la ville suédoise de Falkenberg. Le quartier se situe au nord-ouest du centre-ville, et a été incorporé dans la ville au 1er janvier 1937.
Arvidstorp obtenait accès à courant électrique via un câble électrique de Falkenberg en 1914. Le quartier est relié a la aqueduc et égouts de Falkenberg en 1948-49. Les bâtiments ont été initialement la plupart de simples petites maisons en bois, logement pour les travailleurs de la ville, mais a depuis lors devenu plus différenciés.